# تلمبه سهلویه
تلمبه سهلویه یک منطقهٔ مسکونی در ایران است که در دهستان بنارویه واقع شده‌است.